# Zoltán Kodály

Firma

Zoltán Kodály (AFI: [ˈzoltaːn ˈkodaːj]; Kecskemét, 16 dicembre 1882 – Budapest, 6 marzo 1967) è stato un compositore, linguista, filosofo, etnomusicologo ed educatore ungherese.

## Biografia
Nato a Kecskemét, Kodály passò la maggior parte della sua infanzia a Galanta e a Nagyszombat (attualmente Trnava, Slovacchia). Suo padre era un musicista dilettante e Kodály imparò fin da bambino a suonare il violino. Cantava inoltre nel coro della cattedrale e scriveva musica, nonostante la sua scarsa educazione formale alla musica.
Nel 1900, Kodály entrò all'Università di Budapest per studiare lingue moderne e iniziò gli studi musicali all'Accademia musicale di Budapest, dove ebbe Hans Koessler come insegnante di composizione.
Kodály fu uno dei primi studiosi a considerare seriamente le melodie arcaiche di tradizione orale del proprio popolo e divenne uno dei pionieri della etnomusicologia. A partire dal 1905 visitò i villaggi più remoti per raccogliere canzoni tradizionali e nel 1906 stese la sua tesi sui canti popolari ungheresi ("Costrutto strofico nei canti popolari ungheresi"). Nello stesso periodo conobbe il compositore Béla Bartók e gli fece conoscere la musica folk della propria terra. Insieme pubblicarono numerose collezioni di musica popolare e ne furono parimenti influenzati nella loro produzione.
Dopo la laurea in filosofia e linguistica, Kodály si recò a Parigi dove studiò con Charles-Marie Widor. Qui venne influenzato dalla musica di Claude Debussy. Nel 1907 rientrò a Budapest, dove divenne professore all'Accademia musicale. Continuò la sua ricerca anche durante la prima guerra mondiale, senza alcuna interruzione.
Kodály continuò a comporre per tutto questo periodo, producendo due quartetti d'archi, una sonata per violoncello e pianoforte e per violoncello solo e un duo per violino e violoncello, ma non ebbe grande successo fino al 1923, quando il suo Psalmus Hungaricus venne premiato al concerto celebrativo del 50º anniversario dell'unione di Buda e Pest (la "Suite di Danze" di Bartók venne premiata nella stessa occasione). A seguito di questo successo, Kodály viaggiò in tutta Europa dirigendo le proprie composizioni.
Kodály in seguito si interessò notevolmente al problema dell'educazione musicale e scrisse molta musica a scopi educativi per le scuole, nonché diversi libri sull'argomento. Il suo lavoro in quest'ambito ebbe un profondo effetto nell'educazione musicale, sia nel suo Paese che all'estero. Gli studiosi parlano delle idee didattiche di Kodály riassumendole nel titolo "Metodo Kodály", anche se il suo lavoro non formò un metodo completo, ma tracciò piuttosto una serie di principi da seguire nell'insegnamento che avevano come base fondamentale il principio della solmisazione che sarà successivamente ripreso e reinterpretato da Roberto Goitre nel metodo didattico Cantar leggendo.
Continuò inoltre a comporre per ensemble professionali, con le Danze di Marosszék (1930, nelle versioni per pianoforte solo e per orchestra), le Danze di Galánta (1933, per orchestra), le Variazioni Peacock (1939, commissionate dalla Concertgebouw Orchestra celebrare il cinquantesimo anniversario) e la Missa Brevis (1944, per solisti, coro, orchestra e organo), solo per citare alcuni fra i lavori più noti. Anche la suite dall'opera Háry János (1926) divenne molto nota, benché venga raramente rappresentata.
Kodály rimase a Budapest per tutta la seconda guerra mondiale, ritirandosi dall'insegnamento nel 1942. Nel 1945 divenne Presidente del Consiglio delle Arti Ungherese e nel 1962 ricevette l'Ordine della Bandiera della Repubblica ungherese. Nel 1965 vinse il Premio Herder. Ricoprì inoltre la presidenza del Consiglio Internazionale per la Musica Popolare e la presidenza onoraria della Società Internazionale per l'Educazione Musicale. Il compositore, una delle figure più note e stimate fra gli artisti ungheresi, morì a Budapest nel 1967.
Nel 1966, un anno prima della sua morte, venne formato il Quartetto Kodály, un ensemble d'archi così chiamato in suo onore.

## Composizioni
Oltre a quelle sopra ricordate:

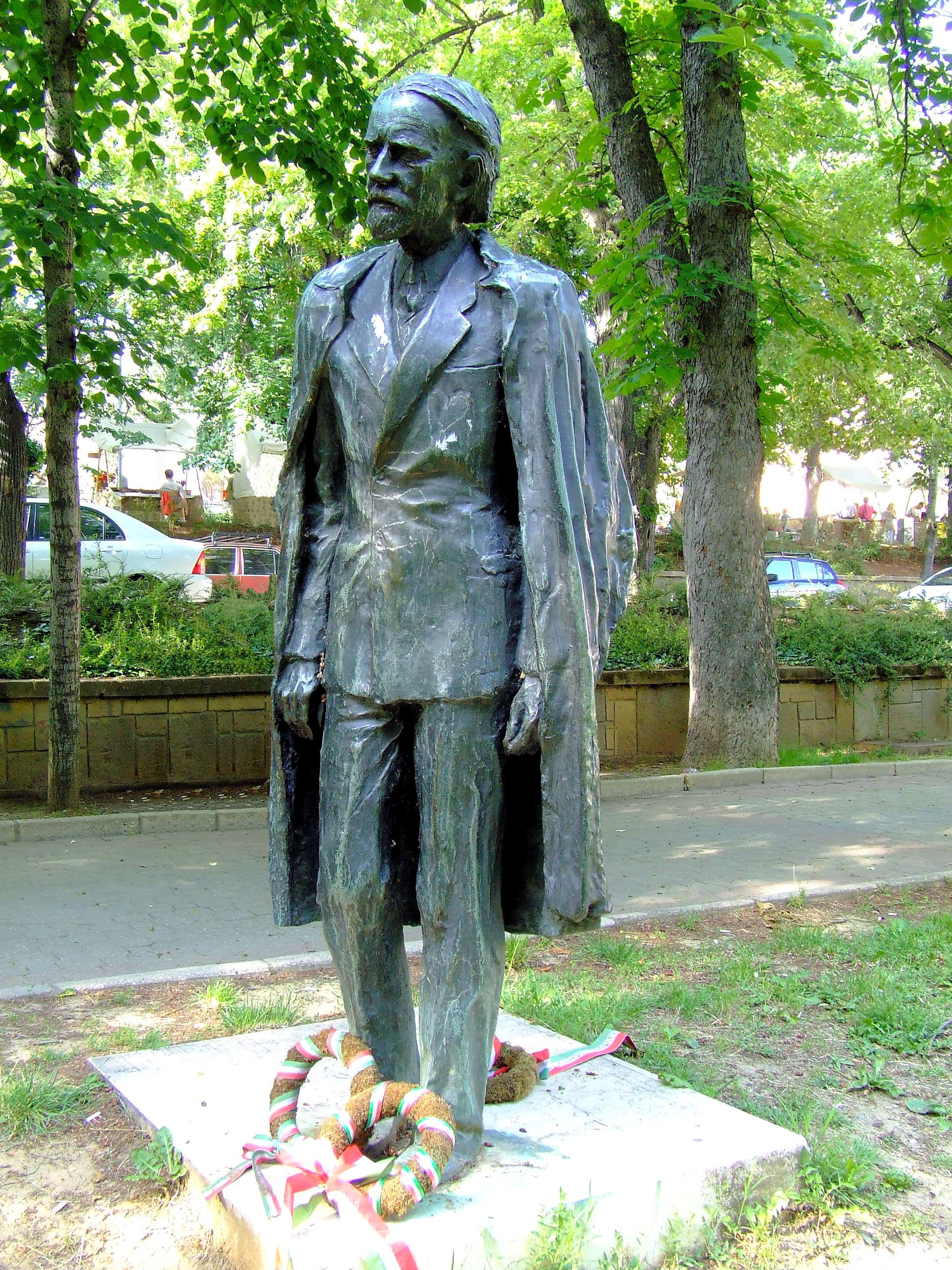
Statua di Zoltán Kodály

- Danze di Galànta per orchestra (1933)
- Concerto per Orchestra (1939)
- Stabat Mater per coro misto a 4 voci (1898/1962[1])
- Veni, Veni, Emmanuel (Adventi ének) per coro misto a 3 voci

## Citazioni
Nel film di Steven Spielberg, Incontri ravvicinati del terzo tipo del 1977, al minuto 39 i partecipanti ad una conferenza ricevono un manuale di Zoltán Kodály per spiegare l'associazione di alcuni suoni indiani mediante gesti manuali. 
In ambito musicale, il compositore Bela Kovacs dedica lui "l'Hommage a Zoltán Kodály" omaggio della sua collana di nove omaggi a diversi compositori.